# 烏干達先令
烏干達先令是烏干達的流通貨幣。貨幣編號UGX。輔幣單位為分，1先令=100分。現行流通硬幣計有10、50、100、200和500先令；鈔票計有1000、2000、5000、10000、20000和50000先令。

## 流通中的貨幣

### 硬幣
- 50 先令
- 100 先令
- 200 先令
- 500 先令
- 1,000 先令

### 紙幣

烏干達現在流通的六款紙幣。

- 1,000 先令
- 2,000 先令
- 5,000 先令
- 10,000 先令
- 20,000 先令
- 50,000 先令

## 歷史
烏干達當局於1966年起自行發行貨幣，取代與肯亞、坦桑尼亞共用的東非先令(East African shilling)。後來由於嚴重通貨膨脹，原有貨幣於1987年以100:1收兌。

## 外部連結
- 唐的世界硬币画廊：Uganda
- 罗恩·怀斯的世界纸币：Uganda 镜像网站
- 现代金融系统表格－库尔特·舒勒制作：Uganda 镜像网站
- 环球货币历史：Uganda
- 《环球金融资料》货币历史表格（ 微软试算表格式）